# Lacus Gaudii

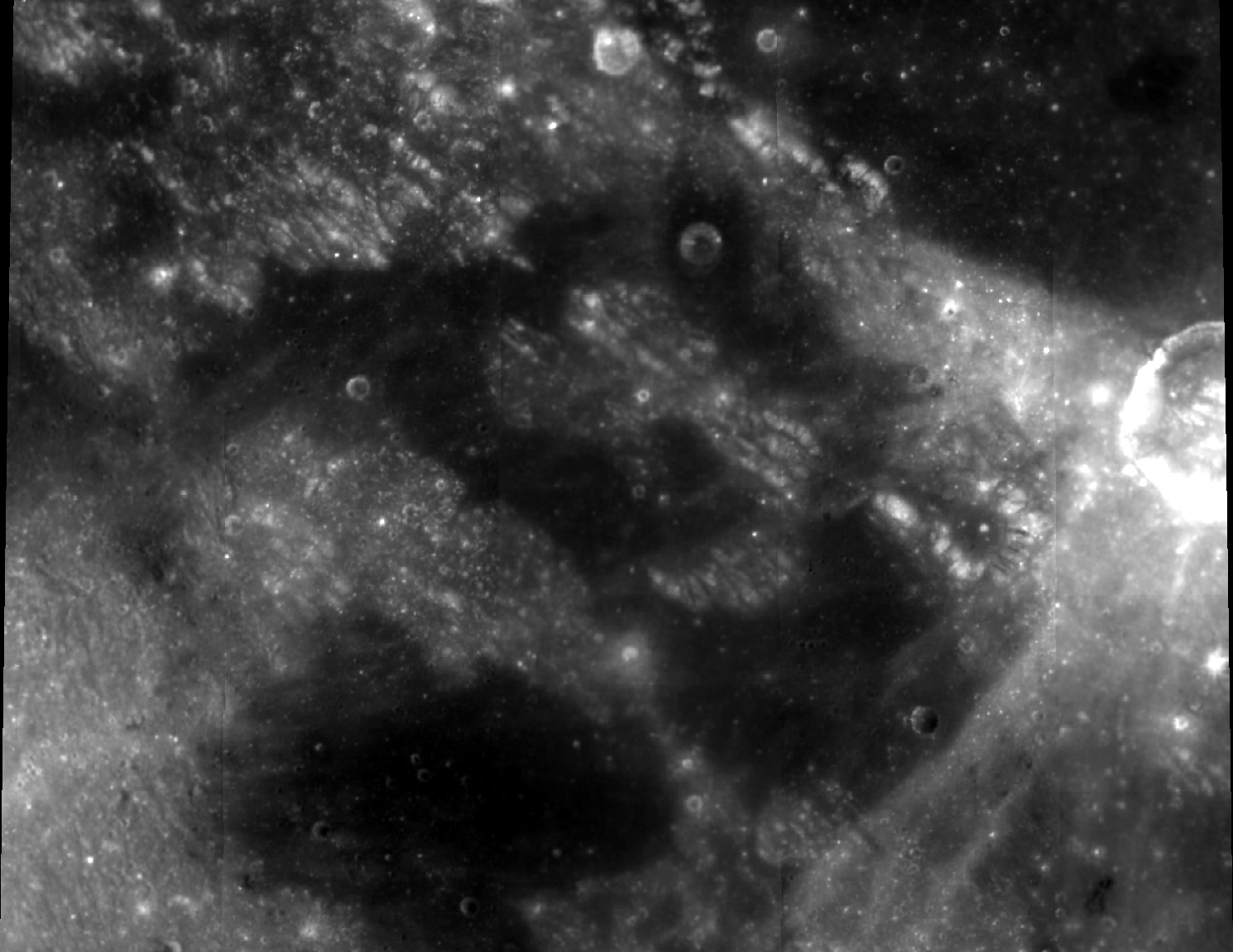
Lacus Gaudii

Lacus Gaudii (łac. Jezioro Zachwytu) - to małe morze księżycowe w krainie Terra Nivium. Jego współrzędne selenograficzne to 16,2° N, 12,6° E, a średnica wynosi 113 km. Nazwa została zatwierdzona przez Międzynarodową Unię Astronomiczną w roku 1976.